# Ichneumon armillatus
Ichneumon armillatus är en stekelart som beskrevs av Cuvier 1833. Ichneumon armillatus ingår i släktet Ichneumon och familjen brokparasitsteklar. Inga underarter finns listade i Catalogue of Life.